# Rachid Yachou
Rachid Yachou (Antwerpen, 18 mei 1972) is een Belgische voetballer.
Yachou is zijn carrière begonnen bij Tubantia Borgerhout. Bij NAC Breda was hij een vaste speler op het rechtermiddenveld. Hij eindigde zijn carrière na enkele zware blessures met een laatste seizoen bij KSV Roeselare.

## Clubs
- Tubantia Borgerhout (1988-1992)
- KV Oostende (1992-1995) 93 wedstrijden (20 doelpunten)
- Nac Breda (1995-2001) 160 wedstrijden (42 doelpunten)
- KSV Waregem (2001-2002) 16 wedstrijden (2 doelpunten)
- KSV Roeselare (2002-2004) 41 wedstrijden (18 doelpunten)